# براكساغوراس
براكساغوراس (بالإغريقية: Πραξαγόρας ὁ Κῷος)‏، شخصية طبية معروفة من اليونان القديمة، وُلد في جزيرة كوس اليونانية نحو 340 قبل الميلاد. كان كل من والده، نيكارخوس، وجده أطباء. لم يُعرف سوى القليل جدًا عن حياة براكساغوراس الشخصية، ولم يبقَ أي من كتاباته.

## التاريخ
شهد الطب اليوناني تقدمًا طفيفًا ما بين وفاة أبقراط عام 375 قبل الميلاد وتأسيس المدرسة في الإسكندرية بمصر. خلال هذه الفترة، تولى أربعة رجال دراسة علم التشريح: ديوكليس كاريستيوس (القرن الرابع قبل الميلاد)، هيروفيلوس (نحو 335-280 قبل الميلاد)، إيراسيستراتوس (نحو 304-250 قبل الميلاد)، وأخيرًا براكساغوراس.
كتب جالينوس (129-216 م)، وهو طبيب يوناني شهير، عن براكساغوراس باعتباره شخصية مؤثرة في الطب اليوناني وعضو في المدرسة المنطقية أو العقائدية، كما اهتمّ بكتبه عن العلوم الطبيعية وعلم التشريح وأسباب الأمراض وعلاجها وعن الأمراض الحادة.
كان لبراكساغوراس أيضًا تأثير خاص على المدرسة الإسكندرية. بعد وفاة الإسكندر الأكبر (356-323 قبل الميلاد)، سقطت مصر في أيدي الجنرال بطليموس، الذي أسس جامعة حديثة بها أول مدرسة طبية عظيمة في العصور القديمة. كان تشريح الإنسان يمارسه في الغالب هيروفيلوس وإيراسيستراتوس. كان براكساغوراس معلم هيروفيلوس، وعلى الرغم من تدمير الجامعة في الإسكندرية ومكتبتها الضخمة على يد عصابات من الفاتحين، إلا أن الأطباء العرب فيما بعد بذلوا جهودًا للحفاظ على بعض الكتابات. بعد سقوط الإمبراطورية البيزنطية، أعاد العلماء اليونانيون الطب اليوناني إلى كليات الطب في عصر النهضة الغربية.

## نظرية براكساغوراس حول الدورة الدموية
درس براكساغوراس تشريح أرسطو (384-322 قبل الميلاد) وحسّنه من خلال التمييز بين الشرايين والأوردة. رأى الشرايين مثل أنابيب هوائية، تشبه القصبة والشعب الهوائية، تحمل الروح، وهي القوة الغامضة للحياة. تأخذها الشرايين من الرئتين إلى الجانب الأيسر من القلب عبر الشريان الأبهر إلى شرايين الجسم. كان يعتقد أن الشرايين تنبع من القلب، لكن الأوردة تأتي من الكبد. تحمل الأوردة الدم الناتج عن الطعام المهضوم إلى باقي أجزاء الجسم. اعتُقد أن البلغم السميك المتجمع في الشرايين قد يسبب الشلل. كما اعتُقد أن الشرايين هي القنوات التي تعطي الحركة الإرادية للجسم، وأن سبب الصرع هو انسداد الشريان الأبهر عن طريق تراكم البلغم نفسه.
أصر كل من أرسطو وديوكليس وبراكسوغوراس على أن القلب هو العضو المركزي للذكاء ومقر الفكر. اختلف براكساغوراس مع الآخرين إذ اعتقد أن الغرض من التنفس هو توفير الغذاء للروح، بدلًا من تعديل حرارة الجسم الداخلية.

### الشرايين والنبض
كانت آراء براكساغوراس حول الشرايين مؤثرة للغاية في تطور علم وظائف الأعضاء. نظرًا لعدم وجود مفهوم الأعصاب، أوضح براكساغوراس حركة الشرايين أنها تصبح أصغر وأصغر، ثم تختفي. هذا الاختفاء يسبب الحركة، والتي تُعزى الآن إلى الأعصاب. لكنه تكهن بدور الحركة وكان راضيًا عندما وجد أن الجواب يعود لوجود مركز الحيوية والطاقة، لكن لاحقًا اكتشف تلميذه، هيروفيلوس، كلًا من الأعصاب الحسية والحركية.
كان براكساغوراس مهتمًا بالنبض وكان أول من وجه الانتباه إلى أهمية النبض الشرياني في التشخيص. أصر على أن الشرايين تنبض من تلقاء نفسها وهي مستقلة عن القلب. دحض هيروفيلوس هذه العقيدة في أطروحته، كما انتقد جالينوس براكساغوراس لإظهاره القليل من الاهتمام في علم التشريح. اقترح أن براكساغوراس لم يصل إلى نظرياته بالتشريح.
سادت معتقدات براكساغوراس لعدة قرون. مثلًا، ما زال الكثيرون يعتقدون أن الشرايين لا تحتوي على الدم وإنما على الروح وذلك حتى بعد نحو 500 عام بعد وفاته. كان لأشهر تلاميذه، هيروفيلوس، دورًا أساسيًا في إنشاء المؤسسة الطبية الرائعة في الإسكندرية.